# Marathon van Rome 2012
De marathon van Rome 2012 vond plaats op zondag 18 maart 2012. Het was de achttiende editie van de marathon van Rome. Aan het evenement namen ongeveer 12.500 lopers deel. Naast een hele marathon was er ook een wedstrijd over de halve marathon.
De wedstrijd bij de mannen werd gewonnen door de Keniaan Luka Kanda in 2:08.04. De snelste aankomende vrouw was zijn landgenote Hellen Kimutai met een tijd van 2:25.28. De ex-F1-coureur Alex Zanardi, die bij een raceongeval zijn beide benen verloor, won net als vorig jaar de wedstrijd voor handbikers.

## Uitslagen

### Mannen
| rang   | naam                    | land | tijd    |
| ------ | ----------------------- | ---- | ------- |
| Goud   | Luka Kanda              | KEN  | 2:08.04 |
| Zilver | Samson Barmao           | KEN  | 2:08.52 |
| Brons  | Abebe Tsega Demssew     | ETH  | 2:10.47 |
| 4      | Tolesa Aredo Tadese     | ETH  | 2:11.05 |
| 5      | Gedefa Birhanu          | ETH  | 2:11.30 |
| 6      | Endeshaw Negesse        | ETH  | 2:12.14 |
| 7      | Festus Kiprotich Langat | KEN  | 2:13.50 |
| 8      | Reta Kabtumu            | ETH  | 2:13.51 |
| 9      | Endale M. Tekileab      | ETH  | 2:14.13 |
| 10     | Tiruneh Workneh Tesfa   | ETH  | 2:15.28 |

### Vrouwen
| rang   | naam                       | land | tijd    |
| ------ | -------------------------- | ---- | ------- |
| Goud   | Hellen Kimutai             | KEN  | 2:31.11 |
| Zilver | Ashete Dido Bekele         | ETH  | 2:31.23 |
| Brons  | Marina Kovalyova           | RUS  | 2:31.53 |
| 4      | Makida Wordofa Abdela      | ETH  | 2:32.11 |
| 5      | Meha Rahaset Gebregziabher | ERI  | 2:33.42 |
| 6      | Ehitu Kiros Reda           | ETH  | 2:34.05 |
| 7      | Alemtsehay Mesfin Demse    | ETH  | 2:34.22 |
| 8      | Gadise Fita Megersa        | ETH  | 2:35.04 |
| 9      | Maria McCambridge          | IRL  | 2:36.37 |
| 10     | Ayantu Dakebo Hailemaryam  | ETH  | 2:37.39 |

1982 ·
1983 ·
1984 ·
1985 ·
1986 ·
1987 ·
1988 ·
1989 ·
1990 ·
1991 ·
1995 ·
1996 ·
1997 ·
1998 ·
1999 ·
2000 ·
2001 ·
2002 ·
2003 ·
2004 ·
2005 ·
2006 ·
2007 ·
2008 ·
2009 ·
2010 ·
2011 ·
2012 ·
2013 ·
2014 ·
2015 ·
2016 ·
2017